# Corduente
Corduente – gmina w Hiszpanii, w prowincji Guadalajara, w Kastylii-La Mancha, o powierzchni 232,92 km². W 2011 roku gmina liczyła 397 mieszkańców.